# 다키타 유키
다키타 유키(일본어: 田北 雄気, 1967년 5월 16일 ~ )는 일본의 전 축구 선수이다.

## 구단 경력
1990년 일본 사커 리그의 NTT 간토에 입단했다. 1992년 J1리그의 우라와 레즈로 이적했다. 1999년후 J2리그에 강등했다. 2000년까지 146경기에 출전하여, 1득점을 넣었다. 2000년후 현역 은퇴.